# Radio pirat
Radio pirat este denumirea dată unui post de radiodifuziune ce transmite fără permisiune sau prin alte canale legale suprapuse cu frecvențele acestora.
Legislația cu privire radio-urile pirat variază foarte mult de la o țară la alta. În S.U.A. și în mai multe state europene,  termenul descrie, de obicei, semnale de difuzare a programelor radio fără licența FM, AM sau unde scurte.
Se pot distinge trei tipuri de radio-uri pirat:
- politic, care implică distribuirea mesajului politic
- publicitate, reclame comerciale  de vânzare
- amator, pasionații de radioamatorism, care sunt doar preocupați de echipamentele de radiodifuziune.

## Scurt istoric
- 1925: WUMS3, primul radio pirat cunoscut care transmitea emisiunile de pe mare
- 1933: RKXR este primul radio pirat comercial maritim
- 1935: primul post de radio pirat terestru este deschis în Oradea, România[1]

- 1958: primul dintre radio-urile pirat moderne a fost Radio Mercur, care a funcționat în Danemarca, dintr-o mică barcă de pescuit.
- 1960: Radio Veronica emite în largul coastelor olandeze
- 1964: Radio Caroline a început în Marea Britanie, în martie 1964. De la mijlocul anilor '60, popularitatea posturilor de radio pirat, a afectat întreaga piață muzicală.

În prezent, radio pe internet cu transmisia prin streaming audio, a devenit pentru mulți potențiali clienți o alternativă ușoară pentru operarea unui post de radio pirat de înaltă frecvență.
În Europa, Olanda, Belgia și Danemarca se numără printre țările cele mai tolerante față de radio-urile pirat, atât timp cât acestea nu provoacă interferențe cu serviciile oficiale de radiodifuziune.

## Radioul pirat în România
În România există, ca și în mai multe țări, posturi de radio pirat. În 1992 se lansează primul post radio pirat din România. După 1989, în special în București, fenomenul a cunoscut o oarecare amploare. , însă numărul acestor posturi de radio s-a diminuat mult.